# Witney Carson
Witney Capri Carson  (American Fork, Utah, 17 de octubre de 1993) es una bailarina de salón, coreógrafa y actriz estadounidense. Es más conocida por su participación en la temporada 9 de So You Think You Can Dance y por ser una de las bailarinas profesionales del programa estadounidense Dancing with the Stars, siendo la ganadora de la temporada 19 junto con el actor Alfonso Ribeiro. Por esa temporada, recibió una nominación para los Premios Primetime Emmy por coreografía sobresaliente.

## Primeros años
Carson nació en American Fork, Utah de Tyler Carson y Jill Johnson-Carson. Ella es la mayor de cuatro hijos. Ella tiene dos hermanos, Jaxon y Cade, y una hermana, Camry. Comenzó su carrera como bailarina a la edad de tres años, entrenando en diferentes estilos de baile incluyendo ballet, jazz, hip-hop, bailes de salón así como claqué entre muchos otros. Ella ha competido y ha bailado en todo el mundo, ganando varios premios y becas a lo largo de su carrera.

## Carrera

### So You Think You Can Dance
A la edad de 18 años, Carson audicionó para la temporada nueve de la exitosa serie de la cadena Fox, So You Think You Can Dance. Llegó a los primeros veinte finalistas. Su pareja fue el bailarín de ballet y ganador de la temporada Chehon Wespi-Tschopp. Cuando solo quedaban diez bailarines, los concursantes cambiaban de pareja a un nuevo All-Star cada semana. Mientras se dirigía a los 6 mejores bailarines, Carson fue emparejada con los bailarines Nick Lazzarini, Stephen "Twitch" Boss y Marko Germar antes de ser eliminada después de la ronda de la semana siete que se emitió en septiembre de 2012.
Ella volvió como una estrella en la temporada diez, emparejada con el bailarín en el top 6, Paul Karmiryan y el ganador de la temporada, Du-shaunt "Fik-shun" Stegall.

### Dancing with the Stars
Carson fue anunciada como una bailarina del cuerpo de baile para la temporada 16 de Dancing with the Stars en marzo de 2013. Continuó bailando y coreografiando para el cuerpo de baile en la temporada 17. Ya en 2014, fue promovida a profesional desde la temporada 18 donde fue emparejada con el cantante Cody Simpson, siendo eliminados en la quinta semana de competencia y terminando en el noveno puesto. Luego tuvo como pareja al actor Alfonso Ribeiro para la temporada 19 del programa, llegando a la final y siendo declarados los ganadores, siendo la primera victoria de Carson y convirtiéndola en una de los cinco bailarines profesionales en ganar en sus dos primeras temporadas.
En 2015, para la temporada 20 fue emparejada con la estrella de The Bachelor, Chris Soules, siendo la octava pareja eliminada y terminando en el quinto puesto. Para la temporada 21 tuvo como pareja al cantante de Big Time Rush y actor Carlos PenaVega, con quien logró llegar a la final pero fueron eliminados en la primera noche y terminaron en el cuarto puesto.
En 2016, tuvo como pareja al jugador de la NFL Von Miller para la temporada 22; fueron eliminados durante una doble eliminación en la séptima semana y terminaron en el séptimo puesto. En la temporada 23 fue emparejada con el rapero Vanilla Ice, siendo también eliminados en una doble eliminación en la cuarta semana y quedando en el décimo puesto.
En 2017, para la temporada 24 fue emparejada con el comediante Chris Kattan; ellos fueron en los primeros eliminados de la temporada y quedaron en el duodécimo puesto. Para la temporada 25 fue emparejada con el actor y piloto de carreras Frankie Muniz, logrando llegar a la final de la temporada y ubicándose en el tercer puesto.
En 2018, para la temporada 26 fue emparejada con el luger olímpico Chris Mazdzer, siendo eliminados en la semifinal en una triple eliminación y quedando en el cuarto puesto. En la temporada 27 tuvo como pareja a la estrella de Disney Channel, Milo Manheim, con quien llegó a la final ubicándose en el segundo puesto detrás de los ganadores Bobby Bones y Sharna Burgess. Ese mismo año, Carson formó parte de la serie derivada Dancing with the Stars: Juniors, donde fue la mentora del campeón de ortografía Akash Vukoti y la bailarina Kamri Peterson, quienes quedaron en el sexto puesto.
En 2019, tuvo de pareja para la temporada 28 al actor y comediante Kel Mitchell, logrando llegar hasta la final de la temporada y finalizando en el segundo puesto detrás de los ganadores Hannah Brown y Alan Bersten. En 2020, Carson no participó en la temporada 29 debido a su embarazo. Regresó para la temporada 30, en donde fue emparejada con el luchador de la WWE, Mike "The Miz" Mizanin, con quien fue eliminada en la séptima semana y ubicándose así en el noveno puesto.

#### Rendimiento
| Temporada                                        | Pareja                 | Puesto | Promedio |
| ------------------------------------------------ | ---------------------- | ------ | -------- |
| 18                                               | Cody Simpson           | 9.º    | 23.80    |
| 19                                               | Alfonso Ribeiro        | 1.º    | 27.70*   |
| 20                                               | Chris Soules           | 5.º    | 22.05*   |
| 21                                               | Carlos PenaVega        | 4.º    | 26.63    |
| 22                                               | Von Miller             | 7.º    | 22.88    |
| 23                                               | Vanilla Ice            | 10.º   | 19.69*   |
| 24                                               | Chris Kattan           | 12.º   | 14.63*   |
| 25                                               | Frankie Muniz          | 3.º    | 26.00    |
| 26                                               | Chris Mazdzer          | 4.º    | 23.50    |
| 27                                               | Milo Manheim           | 2.º    | 27.54    |
| 28                                               | Kel Mitchell           | 2.º    | 25.47    |
| 30                                               | Mike "The Miz" Mizanin | 9.º    | 22.69*   |
| 31                                               | Wayne Brady            | 3.º    | 27.11*   |
| 33                                               | Danny Amendola         | 5.º    | 25.07    |
| * Promedios ajustados a una escala de 30 puntos. |                        |        |          |

- Temporada 18 con Cody Simpson

| Semana | Baile / Canción                        | Puntajes de los jueces | Puntajes de los jueces | Puntajes de los jueces | Puntajes de los jueces | Resultado        |
| Semana | Baile / Canción                        | C. I.                  | L. G.                  | Inv.1                  | B. T.                  | Resultado        |
| --- | -------------------------------------- | ---------------------- | ---------------------- | ---------------------- | ---------------------- | ---------------- |
| 1 | Chachachá / «Timber»                   | 7                      | 7                      | —                      | 8                      | Sin eliminación  |
| 2 | Tango / «Yeah 3x»                      | 7                      | 7                      | —                      | 8                      | Últimos salvados |
| 3 | Jazz / «Surfboard»                     | 9                      | 8                      | 9                      | 9                      | Salvados         |
| 42 | Foxtrot / «I'm Yours»                  | 8                      | 7                      | 8                      | 8                      | Sin eliminación  |
| 5 | Samba / «I Just Can't Wait to Be King» | 9                      | 8                      | 8                      | 9                      | Eliminados       |
| 1En orden: Robin Roberts, Julianne Hough y Donny Osmond. 2Está semana por los «cambios de pareja», Simpson bailó con Sharna Burgess y Carson con Drew Carey. |                                        |                        |                        |                        |                        |                  |

- Temporada 19 con Alfonso Ribeiro

| Semana | Baile / Canción                                          | Puntajes de los jueces | Puntajes de los jueces | Puntajes de los jueces | Puntajes de los jueces | Resultado       |
| Semana | Baile / Canción                                          | C. I.                  | L. G.                  | J. H.                  | B. T.                  | Resultado       |
| --- | -------------------------------------------------------- | ---------------------- | ---------------------- | ---------------------- | ---------------------- | --------------- |
| 1 | Jive / «3-6-9»                                           | 9                      | 9                      | 9                      | 9                      | Salvados        |
| 2 | Samba / «Gettin' Jiggy wit It»                           | 8                      | 8                      | 8                      | 8                      | Salvados        |
| 3 | Quickstep / «Hey Goldmember»                             | 8                      | 81                     | 8                      | 8                      | Salvados        |
| 4 | Jazz / «It's Not Unusual»                                | 10                     | 102                    | 10                     | 10                     | Salvados        |
| 53 | Flamenco / «Angelica»                                    | 8                      | 94                     | 9                      | 8                      | Sin eliminación |
| 6 | Salsa / «Booty»                                          | 10                     | 105                    | 9                      | 10                     | Salvados        |
| 7 | Rumba / «Ghost»                                          | 9                      | 9                      | 9                      | 9                      | Salvados        |
| 7 | Freestyle en equipo / «Time Warp»                        | 8                      | 8                      | 8                      | 8                      | Salvados        |
| 8 | Chachachá / «Trust»                                      | 10                     | 9                      | 9                      | 10                     | Salvados        |
| 8 | Duelo de Jive / «Rip It Up»                              | 3 puntos extras        | 3 puntos extras        | 3 puntos extras        | 3 puntos extras        | Salvados        |
| 9 | Foxtrot / «Ain't That a Kick in the Head?»               | 9                      | 9                      | 9                      | 10                     | Salvados        |
| 9 | Pasodoble en trío / «Turn Down for What»                 | 10                     | 10                     | 10                     | 10                     | Salvados        |
| 10 (Semifinal) | Tango argentino / «Love Runs Out»                        | 9                      | 9                      | 9                      | 9                      | Salvados        |
| 10 (Semifinal) | Contemporáneo / «Love Runs Out»                          | 10                     | 9                      | 10                     | 10                     | Salvados        |
| 11 (Final) | Jive / «3-6-9»                                           | 10                     | 10                     | 10                     | 10                     | Salvados        |
| 11 (Final) | Freestyle / «Sing, Sing, Sing (With a Swing)» & «Apache» | 10                     | 10                     | 10                     | 10                     | Salvados        |
| 11 (Final) | Chachachá & Tango argentino fusión / «Shut Up and Dance» | 10                     | 10                     | 10                     | 10                     | Ganadores       |
| 1Puntaje dado por el juez invitado Kevin Hart en lugar de Goodman. 2Puntaje dado por el público en lugar de Goodman. 3Por los «cambios de pareja», Ribeiro bailó con Cheryl Burke y Carson con Michael Waltrip. 4Puntaje dado por la juez invitada Jessie J en lugar de Goodman. 5Puntaje dado por el juez invitado Pitbull en lugar de Goodman. |                                                          |                        |                        |                        |                        |                 |

- Temporada 20 con Chris Soules

| Semana | Baile / Canción                           | Puntajes de los jueces | Puntajes de los jueces | Puntajes de los jueces | Puntajes de los jueces | Resultado        |
| Semana | Baile / Canción                           | C. I.                  | L. G.                  | J. H.                  | B. T.                  | Resultado        |
| ------ | ----------------------------------------- | ---------------------- | ---------------------- | ---------------------- | ---------------------- | ---------------- |
| 1      | Jive / «Footloose»                        | 7                      | 6                      | 6                      | 7                      | Sin eliminación  |
| 2      | Chachachá / «Time of Our Lives»           | 5                      | 6                      | 5                      | 5                      | Salvados         |
| 3      | Tango argentino / «Dangerous»             | 7                      | 7                      | 7                      | 7                      | Últimos salvados |
| 4      | Rumba / «The Book of Love»                | 7                      | 6                      | 7                      | 7                      | Salvados         |
| 5      | Quickstep / «Zero to Hero»                | 7                      | 6                      | 7                      | 7                      | Últimos salvados |
| 6      | Vals vienés / «Hopelessly Devoted to You» | 8                      | 7                      | 8                      | 8                      | Salvados         |
| 6      | Freestyle en equipo / «Trouble»           | 10                     | 9                      | 10                     | 10                     | Salvados         |
| 7      | Foxtrot / «Five Minutes More»             | 8                      | 7                      | 8                      | 8                      | Salvados         |
| 7      | Duelo de Foxtrot / «Orange Colored Sky»   | Sin puntos extras      | Sin puntos extras      | Sin puntos extras      | Sin puntos extras      | Salvados         |
| 8      | Contemporáneo / «Lay Me Down»             | 9                      | 8                      | 9                      | 8                      | Eliminados       |
| 8      | Pasodoble en trío / «Outside»             | 7                      | 7                      | 8                      | 8                      | Eliminados       |

- Temporada 21 con Carlos PenaVega

| Semana | Baile / Canción                          | Puntajes de los jueces | Puntajes de los jueces | Puntajes de los jueces | Resultado        |
| Semana | Baile / Canción                          | C. I.                  | J. H.                  | B. T.                  | Resultado        |
| --- | ---------------------------------------- | ---------------------- | ---------------------- | ---------------------- | ---------------- |
| 1 | Jive / «I Got You (I Feel Good)»         | 8                      | 8                      | 7                      | Sin eliminación  |
| 2 | Foxtrot / «Home»                         | 8                      | 8                      | 8                      | Salvados         |
| 2 | Chachachá / «Hound Dog»                  | 7                      | 7                      | 7                      | Salvados         |
| 3 | Jazz / «Thank You for Being a Friend»    | 7                      | 81/8                   | 8                      | Salvados         |
| 4 | Vals / «Amazing Grace»                   | 9                      | 8                      | 8                      | Últimos salvados |
| 52 | Quickstep / «Bossa Nova Baby»            | 10                     | 10/93                  | 10                     | Sin eliminación  |
| 6 | Rumba / «Pony»                           | 10                     | 9/94                   | 10                     | Salvados         |
| 7 | Pasodoble / «O Fortuna»                  | 9                      | 10                     | 9                      | Salvados         |
| 7 | Freestyle en equipo / Ghostbusters       | 9                      | 10                     | 9                      | Salvados         |
| 8 | Salsa / «Valió la Pena»                  | 9                      | 9                      | 9                      | Últimos salvados |
| 8 | Duelo de Jive / «Travelin' Band»         | 2 puntos extras        | 2 puntos extras        | 2 puntos extras        | Últimos salvados |
| 9 | Tango argentino / «What Do You Mean?»    | 9                      | 9                      | 9                      | Últimos salvados |
| 9 | Pasodoble en equipo / «We Will Rock You» | 8                      | 8                      | 8                      | Últimos salvados |
| 10 (Semifinal) | Contemporáneo / «Drag Me Down»           | 9                      | 9                      | 10                     | Salvados         |
| 10 (Semifinal) | Duelo de Chachachá / «Fun»               | 3 puntos extras        | 3 puntos extras        | 3 puntos extras        | Salvados         |
| 10 (Semifinal) | Charlestón en trío / «Booty Swing»       | 9                      | 10                     | 10                     | Salvados         |
| 11 (Final) | Foxtrot / «The Hills»                    | 10                     | 10                     | 10                     | Eliminados       |
| 11 (Final) | Freestyle / «WTF (Where They From)»      | 10                     | 10                     | 10                     | Eliminados       |
| 1Puntaje dado por el juez invitado Alfonso Ribeiro. 2Por los «cambios de pareja», PenaVega bailó con Lindsay Arnold y Carson con Nick Carter. 3Puntaje dado por el juez invitado Maksim Chmerkovskiy 4Puntaje dado por la juez invitada Olivia Newton-John. |                                          |                        |                        |                        |                  |

- Temporada 22 con Von Miller

| Semana | Baile / Canción                                                                    | Puntajes de los jueces | Puntajes de los jueces | Puntajes de los jueces | Resultado        |
| Semana | Baile / Canción                                                                    | C. I.                  | L. G.                  | B. T.                  | Resultado        |
| --- | ---------------------------------------------------------------------------------- | ---------------------- | ---------------------- | ---------------------- | ---------------- |
| 1 | Foxtrot / «My House»                                                               | 8                      | 6                      | 7                      | Sin eliminación  |
| 2 | Chachachá / «Ain't Too Cool»                                                       | 7                      | 6                      | 7                      | Salvados         |
| 3 | Contemporáneo / «In the Air Tonight»                                               | 7                      | 6                      | 7                      | Salvados         |
| 4 | Vals vienés / «A Dream Is a Wish Your Heart Makes»                                 | 8                      | 8/81                   | 8                      | Salvados         |
| 52 | Jive / «Hips»                                                                      | 8                      | 7/73                   | 7                      | Sin eliminación  |
| 6 | Jazz / «Bad»                                                                       | 8                      | 8                      | 8                      | Últimos salvados |
| 7 | Salsa / «A Little Less Conversation»                                               | 8                      | 8                      | 8                      | Eliminados       |
| 7 | Freestyle en equipo / «Super Bad», «Living in America» & «I Got You (I Feel Good)» | 9                      | 9                      | 10                     | Eliminados       |
| 1Puntaje dado por la juez invitada Zendaya. 2Por los «cambios de pareja», Miller bailó con Lindsay Arnold y Carson con Wanyá Morris. 3Puntaje dado por el juez invitado Maksim Chmerkovskiy. |                                                                                    |                        |                        |                        |                  |

- Temporada 23 con Vanilla Ice

| Semana | Baile / Canción               | Puntajes de los jueces | Puntajes de los jueces | Puntajes de los jueces | Puntajes de los jueces | Resultado       |
| Semana | Baile / Canción               | C. I.                  | L. G.                  | J. H.                  | B. T.                  | Resultado       |
| ------ | ----------------------------- | ---------------------- | ---------------------- | ---------------------- | ---------------------- | --------------- |
| 1      | Chachachá / «Ice Ice Baby»    | 7                      | 5                      | 6                      | 7                      | Sin eliminación |
| 2      | Foxtrot / «Love and Marriage» | 6                      | 7                      | 6                      | 7                      | Salvados        |
| 3      | Pasodoble / «Save Tonight»    | 6                      | 6                      | 5                      | 6                      | Salvados        |
| 4      | Vals vienés / «La Nouba»      | 8                      | —                      | 7                      | 8                      | Eliminados      |

- Temporada 24 con Chris Kattan

| Semana | Baile / Canción            | Puntajes de los jueces | Puntajes de los jueces | Puntajes de los jueces | Puntajes de los jueces | Resultado       |
| Semana | Baile / Canción            | C. I.                  | L. G.                  | J. H.                  | B. T.                  | Resultado       |
| ------ | -------------------------- | ---------------------- | ---------------------- | ---------------------- | ---------------------- | --------------- |
| 1      | Chachachá / «What Is Love» | 5                      | 4                      | 4                      | 4                      | Sin eliminación |
| 2      | Jazz / «Hey Ya!»           | 6                      | 5                      | 6                      | 5                      | Eliminados      |

- Temporada 25 con Frankie Muniz

| Semana                                                                                              | Baile / Canción                                  | Puntajes de los jueces | Puntajes de los jueces | Puntajes de los jueces | Resultado        |
| Semana                                                                                              | Baile / Canción                                  | C. I.                  | L. G.                  | B. T.                  | Resultado        |
| --------------------------------------------------------------------------------------------------- | ------------------------------------------------ | ---------------------- | ---------------------- | ---------------------- | ---------------- |
| 1                                                                                                   | Foxtrot / «Sign of the Times»                    | 7                      | 6                      | 6                      | Sin eliminación  |
| 2                                                                                                   | Tango / «Whatever It Takes»                      | 8                      | 7                      | 8                      | Salvados         |
| 2                                                                                                   | Chachachá / «Perm»                               | 8                      | 8                      | 9                      | Salvados         |
| 3                                                                                                   | Samba / «It's Gonna Be Me»                       | 7                      | 7                      | 7                      | Sin eliminación  |
| 4                                                                                                   | Quickstep / «Adventure of a Lifetime»            | 8                      | 8                      | 8                      | Salvados         |
| 5                                                                                                   | Tango argentino / «Angelica»                     | 10                     | 9                      | 10                     | Últimos salvados |
| 6                                                                                                   | Jazz / «Holly Rock»                              | 7                      | 8/81                   | 8                      | Salvados         |
| 7                                                                                                   | Contemporáneo / «Every Breath You Take»          | 10                     | 10                     | 10                     | Salvados         |
| 7                                                                                                   | Freestyle en equipo / «The Phantom of the Opera» | 10                     | 10                     | 10                     | Salvados         |
| 8                                                                                                   | Vals vienés / «Perfect»                          | 9                      | 8                      | 9                      | Últimos salvados |
| 8                                                                                                   | Jive en trío / «Good Place»                      | 9                      | 9                      | 9                      | Últimos salvados |
| 9 (Semifinal)                                                                                       | Salsa / «Shake»                                  | 8                      | 8                      | 9                      | Últimos salvados |
| 9 (Semifinal)                                                                                       | Pasodoble / «Carnaval de Paris»                  | 9                      | 9                      | 9                      | Últimos salvados |
| 10 (Final)                                                                                          | Foxtrot / «I Won't Dance»                        | 10                     | 9/102                  | 9                      | Últimos salvados |
| 10 (Final)                                                                                          | Freestyle / «Run Boy Run»                        | 9                      | 9/102                  | 10                     | Últimos salvados |
| 10 (Final)                                                                                          | Tango argentino / «Angelica»                     | 10                     | 10                     | 10                     | Tercer puesto    |
| 10 (Final)                                                                                          | Foxtrot & Tango fusión / «Without You»           | 10                     | 9                      | 9                      | Tercer puesto    |
| 1Puntaje dado por la juez invitada Shania Twain. 2Puntaje dado por la juez invitada Julianne Hough. |                                                  |                        |                        |                        |                  |

- Temporada 26 con Chris Mazdzer

| Semana                                                                                             | Baile / Canción                                | Puntajes de los jueces | Puntajes de los jueces | Puntajes de los jueces | Resultado        |
| Semana                                                                                             | Baile / Canción                                | C. I.                  | L. G.                  | B. T.                  | Resultado        |
| -------------------------------------------------------------------------------------------------- | ---------------------------------------------- | ---------------------- | ---------------------- | ---------------------- | ---------------- |
| 1                                                                                                  | Salsa / «Mr. Put It Down»                      | 7                      | 7                      | 7                      | Salvados         |
| 2                                                                                                  | Vals vienés / «Next To Me»                     | 9                      | 81/8                   | 8                      | Últimos salvados |
| 2                                                                                                  | Freestyle en equipo / «... Baby One More Time» | 8                      | 91/8                   | 8                      | Últimos salvados |
| 3 (Semifinal)                                                                                      | Foxtrot / «I Got Rhythm»                       | 8                      | 92/7                   | 9                      | Eliminados       |
| 3 (Semifinal)                                                                                      | Duelo de Salsa / «WTF (Where They From)»       | Sin puntos extras      | Sin puntos extras      | Sin puntos extras      | Eliminados       |
| 1Puntaje dado por el juez invitado Rashad Jennings. 2Puntaje dado por el juez invitado David Ross. |                                                |                        |                        |                        |                  |

- Temporada 27 con Milo Manheim

| Semana        | Baile / Canción                        | Puntajes de los jueces | Puntajes de los jueces | Puntajes de los jueces | Resultado      |
| Semana        | Baile / Canción                        | C. I.                  | L. G.                  | B. T.                  | Resultado      |
| ------------- | -------------------------------------- | ---------------------- | ---------------------- | ---------------------- | -------------- |
| 1             | Chachachá / «Free Free Free»           | 7                      | 6                      | 7                      | Salvados       |
| 2             | Charlestón / «Living in New York City» | 9                      | 8                      | 9                      | Salvados       |
| 2             | Tango / «Ashes»                        | 9                      | 8                      | 9                      | Salvados       |
| 3             | Jive / «Can You Do This»               | 9                      | 9                      | 9                      | Salvados       |
| 4             | Salsa en trío / «Adrenalina»           | 10                     | 9                      | 10                     | Salvados       |
| 5             | Quickstep / «Incredibles 2»            | 9                      | 8                      | 10                     | Salvados       |
| 6             | Contemporáneo / «Toxic»                | 10                     | 10                     | 10                     | Salvados       |
| 7             | Foxtrot / «Born to Love You»           | 10                     | 9                      | 10                     | Salvados       |
| 7             | Freestyle en equipo / «9 to 5»         | 10                     | 9                      | 10                     | Salvados       |
| 8 (Semifinal) | Tango argentino / «Pray for Me»        | 9                      | 9                      | 9                      | Salvados       |
| 8 (Semifinal) | Chachachá / «Good Feeling»             | 9                      | 9                      | 10                     | Salvados       |
| 9 (Final)     | Charlestón / «Living in New York City» | 10                     | 10                     | 10                     | Segundo puesto |
| 9 (Final)     | Freestyle / «Ain't No Sunshine»        | 10                     | 10                     | 10                     | Segundo puesto |

- Temporada 28 con Kel Mitchell

| Semana                                                                                          | Baile / Canción                          | Puntajes de los jueces | Puntajes de los jueces | Puntajes de los jueces | Resultado       |
| Semana                                                                                          | Baile / Canción                          | C. I.                  | L. G.                  | B. T.                  | Resultado       |
| ----------------------------------------------------------------------------------------------- | ---------------------------------------- | ---------------------- | ---------------------- | ---------------------- | --------------- |
| 1                                                                                               | Tango / «Sucker»                         | 6                      | 5                      | 5                      | Sin eliminación |
| 2                                                                                               | Samba / «Every Little Step»              | 7                      | 6                      | 7                      | Salvados        |
| 3                                                                                               | Rumba / «My Heart Will Go On»            | 7                      | 6                      | 7                      | Dos últimos     |
| 4                                                                                               | Chachachá / «If I Can't Have You»        | 8/81                   | 8                      | 8                      | Salvados        |
| 5                                                                                               | Jazz / «We're All in This Together»      | 9                      | 8                      | 9                      | Sin eliminación |
| 6                                                                                               | Quickstep / «Part-Time Lover»            | 9                      | 8                      | 9                      | Salvados        |
| 7                                                                                               | Jive / «Time Warp»                       | 9                      | 9                      | 9                      | Salvados        |
| 7                                                                                               | Equipo Freestyle / «Sweet Dreams»        | 8                      | 8                      | 8                      | Salvados        |
| 8                                                                                               | Salsa / «This Is How We Do It»           | 9                      | 9                      | 10                     | Salvados        |
| 8                                                                                               | Duelo de Jive / «Don't Stop Me Now»      | 2 puntos extras        | 2 puntos extras        | 2 puntos extras        | Salvados        |
| 9                                                                                               | Pasodoble / «Free Your Mind»             | 8                      | 8/92                   | 9                      | Salvados        |
| 9                                                                                               | Vals vienés / «I'll Make Love to You»    | 10                     | 10/102                 | 10                     | Salvados        |
| 10 (Semifinal)                                                                                  | Tango / «Get Ready»                      | 9                      | 9                      | 9                      | Salvados        |
| 10 (Semifinal)                                                                                  | Contemporáneo / «I Will Always Love You» | 10                     | 10                     | 10                     | Salvados        |
| 11 (Final)                                                                                      | Jazz / «We're All in This Together»      | 10                     | 10                     | 10                     | Segundo puesto  |
| 11 (Final)                                                                                      | Freestyle / «Jump»                       | 10                     | 9                      | 10                     | Segundo puesto  |
| 1Puntaje dado por la juez invitada Leah Remini. 2Puntaje dado por el juez invitado Joey Fatone. |                                          |                        |                        |                        |                 |

- Temporada 30 con Mike "The Miz" Mizanin

| Semana | Baile / Canción                                   | Puntajes de los jueces | Puntajes de los jueces | Puntajes de los jueces | Puntajes de los jueces | Resultado       |
| Semana | Baile / Canción                                   | C. I.                  | L. G.                  | D. H.                  | B. T.                  | Resultado       |
| ------ | ------------------------------------------------- | ---------------------- | ---------------------- | ---------------------- | ---------------------- | --------------- |
| 1      | Chachachá / «Butter»                              | 6                      | 6                      | 6                      | 6                      | Sin eliminación |
| 2      | Tango / «Nothin' but a Good Time»                 | 7                      | 5                      | 7                      | 7                      | Salvados        |
| 3      | Salsa / «Oops!... I Did It Again»                 | 7                      | 7                      | —                      | 8                      | Salvados        |
| 4      | Quickstep / «Friend Like Me»                      | 8                      | 7                      | 8                      | 8                      | Salvados        |
| 4      | Tango argentino / «Be Prepared»                   | 9                      | 8                      | 9                      | 8                      | Salvados        |
| 5      | Jive / «Greased Lightnin'»                        | 8                      | 8                      | 8                      | 8                      | Salvados        |
| 6      | Pasodoble / «Wicked Game»                         | 9                      | 8                      | 9                      | 8                      | Salvados        |
| 7      | Foxtrot / «Radio Ga Ga»                           | 8                      | 8                      | 8                      | 8                      | Eliminados      |
| 7      | Relevo de Jive / «Crazy Little Thing Called Love» | Sin puntos extras      | Sin puntos extras      | Sin puntos extras      | Sin puntos extras      | Eliminados      |

### Dancin' It's On!
Carson es parte del elenco de baile de la película de 2015 Dancin' It's On! en el papel de Jennifer. Ella se une a los exganadores de SYTYCD, Russell Ferguson (temporada 6) y Chehon Wespi-Tschopp (temporada 9).

## Vida personal
El 3 de octubre de 2015, Carson confirmó su compromiso en Instagram con su novio de cuatro años de relación, Carson McAllister. 
La pareja se casó el 1 de enero de 2016 en una ceremonia mormona privada en el Templo de Salt Lake City. Las bailarinas de Dancing with the Stars, Brittany Cherry, Jenna Johnson y Emma Slater estuvieron entre sus damas de honor, con Lindsay Arnold como su madrina de honor. En julio de 2020, la pareja anunció que estaban esperando su primer hijo. Dio a luz a su hijo, Kevin Leo McAllister, el 3 de enero de 2021. En noviembre de 2022 anunciaron que estaban esperando su segundo hijo. El 14 de mayo de 2023 anunció el nacimiento de su segundo hijo.

## Premios y nominaciones
| Año  | Asociación            | Categoría                 | Trabajo nominado       | Resultado | Ref.   |
| ---- | --------------------- | ------------------------- | ---------------------- | --------- | ------ |
| 2015 | Primetime Emmy Awards | Coreografía sobresaliente | Dancing with the Stars | Nominada  | [ 40 ] |
| 2016 | Industry Dance Awards | Favorito ídolo de baile   |                        | Nominada  | [ 41 ] |